# ویکسال
ویکسال (به انگلیسی: Whixall) یک روستا و محله مدنی در بریتانیا است که در Shropshire واقع شده‌است. ویکسال ۷۹۵ نفر جمعیت دارد.